# غريغ آدامز (لاعب هوكي الجليد)
غريغ آدامز هو لاعب هوكي الجليد كندي، ولد في 31 مايو 1960 في دنكان، كولومبيا البريطانية ‏ في كندا.

## وصلات خارجية
- غريغ آدامز (لاعب هوكي الجليد) على موقع دوري الهوكي الوطني (الإنجليزية)
- غريغ آدامز (لاعب هوكي الجليد) على موقع قاعة مشاهير الهوكي (لاعب أن.إتش.أل) (الإنجليزية)
- غريغ آدامز (لاعب هوكي الجليد) على موقع EliteProspects.com (الإنجليزية)
- غريغ آدامز (لاعب هوكي الجليد) على موقع HockeyDB.com (الإنجليزية)
- غريغ آدامز (لاعب هوكي الجليد) على موقع Hockey-Reference.com (الإنجليزية)